# Medgyesegyháza
Medgyesegyháza é uma cidade da Hungria, situada no condado de Békés. Tem 64,29 km² de área e sua população em 2019 foi estimada em 3.451 habitantes.